# ويليام هاريس (رجل دين)
ويليام هاريس (بالإنجليزية: William Harris)‏ هو رجل دين أمريكي، ولد في 29 أبريل 1765 في سبرينغفيلد في الولايات المتحدة، وتوفي في 18 أكتوبر 1829 في نيويورك في الولايات المتحدة.